# ディエゴ・デッラ・ヴァッレ

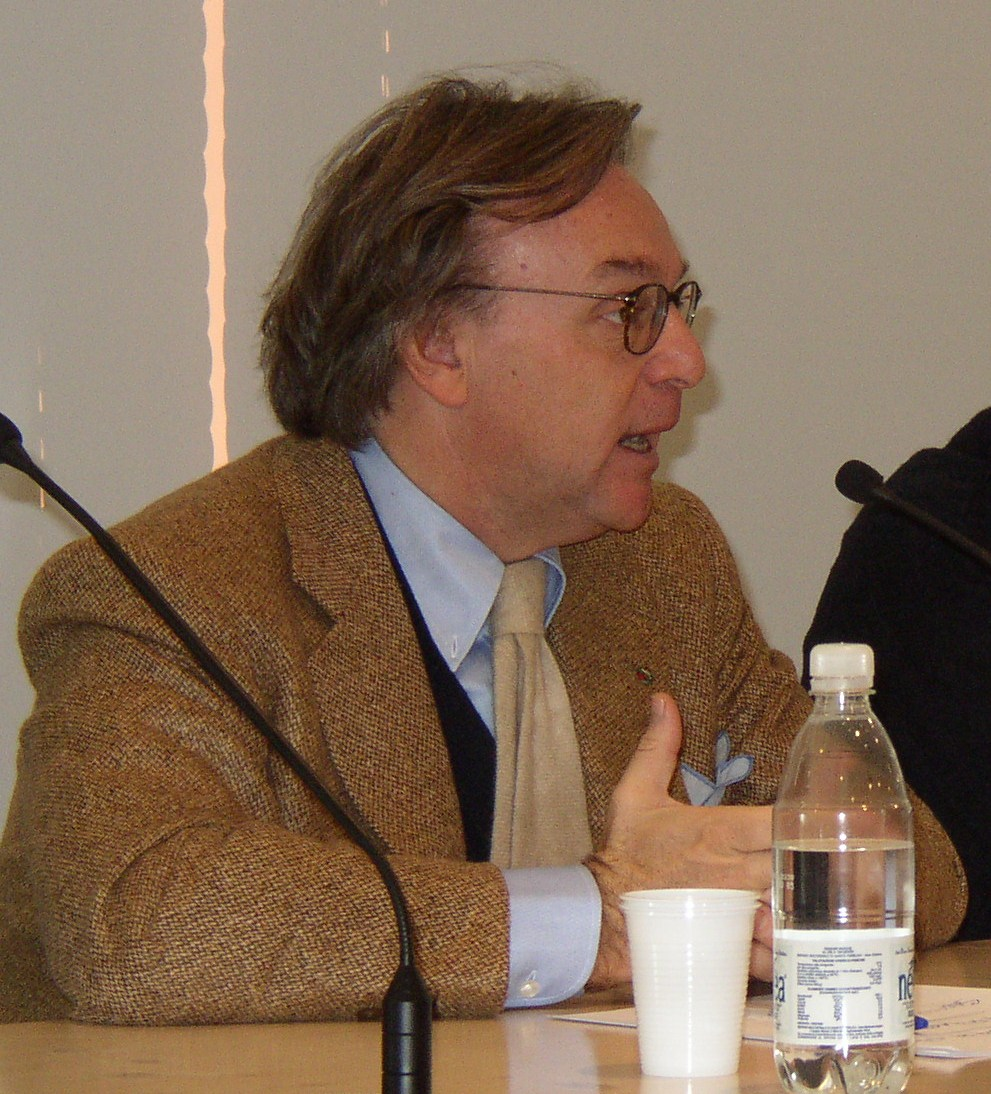
ディエゴ・デッラ・ヴァッレ、2003年

ディエゴ・デッラ・ヴァッレ（Diego Della Valle、1953年12月30日 - ）はイタリアの実業家。セリエA・フィオレンティーナの名誉会長。

## 経歴
デッラ・ヴァッレは革靴のブランド、TOD'Sグループの経営者である。デッラ・ヴァッレ家は家族経営の革靴工房を経営していたが、ディエゴは1979年、「ゴンミーニ」の販売に成功したことで、ブランド力を拡大。2000年に「TOD'S」グループを設立してミラノ証券取引所に上場した。
その影響力を下に政界にも進出している。

## フィオレンティーナ買収
もともとはインテルナツィオナーレ・ミラノの役員であった。
2002年、フィオレンティーナの破産を受けて新たに設立されたフロレンティア・ヴィオラの経営権を買い取り、セリエC2からクラブの再建を引き受けることとなった。2003-04シーズンにはセリエAへの昇格に成功。2003年には債権者の手に渡ったフィオレンティーナの商標を買い戻し、AFCフィオレンティーナが誕生した。2004年12月には実弟のアンドレア・デッラ・ヴァッレが会長に就任した。
2005-06シーズンには監督にチェーザレ・プランデッリ、SDにパンタレオ・コルヴィーノを招聘して本格的再建に乗り出した。再建プランとして、2010年にスクデット獲得の出来るチーム作り、それに応じた若手主体のチーム作りを掲げた。同シーズン、チームは4位に躍進し、UEFAチャンピオンズリーグへの出場権を獲得した。
ところが、2006年に発覚したカルチョ・スキャンダルへの関与が発覚したため、チームには勝ち点30ポイントの剥奪、2006-07シーズンは勝ち点19ポイントのマイナスというペナルティが課された。デッラ・ヴァッレ自身も3年間の活動禁止処分が課された。
一方で、チームは処分明けとなる2007-08シーズンにチャンピオンズリーグ出場権を獲得するなど、クラブ再生は着実に進められている。